# Bolo
|  | Per a altres significats, vegeu «Bolo (desambiguació)». |

El bolo (o haka, o libolo, o lubolo) és una llengua que es parlen els bolos a Angola. El seu codi ISO 639-3 és blv Es parla al sud-est de Luanda i a la província de Kwanza-Sud.
Hi ha 2.627 parlants al sud-est de Luanda. també s'anomena Libolo, Lubolo o Haka. És una llengua propera al kimbundu. Té els dialectes Nsongo i Sama. Segons el joshuaproject hi ha 4.300 parlants de bolo.

## Classificació
És una llengua Bantú. La seva classifificació és:
Niger-Congo, Atlantic-Congo, Benue-Congo, Bantoid, Meridional, Narrow Bantu, Central, H, Mbundu (H.20)

## Família lingüística
El bolo, segons l'ethnologue, és una llengua bantu central del grup H (H.21) que forma part del subgrup de les llengües kimbundus, juntament amb el sama, el kimbundu i el songo. En el glottolog apareix com una de les llengües kimbundus, que són llengües bantus central-occidentals, juntament amb aquestres mateixes tres llengües.

## Sociolingüística, estatus i ús de la llengua
El bolo és una llengua vigorosa (EGIDS 6a). Tot i que no està estandarditzada és utilitzada per persones de totes les generacions i té una situació sostenible. És utilitzada a la llar, a l'església i al comerç. Gaudeix d'actituds positives i també és parlada com a segona llengua per alguns mbundus septentrionals (que parlen el kimbundu). Els bolos també parlen portuguès i kimbundu. No existeix escriptura en bolo.